# Buphana
Buphana là một chi bướm đêm thuộc họ Erebidae.

## Các loài
- Buphana zopissa